# Gérard Lartigau
Pour les articles homonymes, voir Lartigau.
Gérard Lartigau est un acteur français, né le 6 mars 1942 à Monte-Carlo (Monaco) et mort le 13 mars 2014 dans le 4e arrondissement de Paris.

## Biographie

### Carrière
Fils d'un chef d'orchestre ayant fait sa carrière à Monte-Carlo, il est très jeune passionné par le théâtre : à l'âge de douze ans il fait partie d'une troupe d'amateurs. Il monte à Paris à seize ans et entre au Conservatoire dont il sort en 1961. Il est aussitôt engagé pendant deux ans à la Comédie-Française, puis entre dans la compagnie de Georges Pitoëff avant de rejoindre Maurice Béjart à Bruxelles.
Il devient vraiment célèbre en jouant au théâtre Marigny dans La Puce à l'oreille de Georges Feydeau où il rencontre un grand succès public (1967). Après un bref retour au Français en 1972, il continue de se produire régulièrement sur les scènes de théâtre, avec Jorge Lavelli notamment.

### Mort et hommage
Il meurt à l'âge de 72 ans le 13 mars 2014 dans le 4e arrondissement de Paris, des suites d'un AVC. Il est crématisé au Père-Lachaise.
Le téléfilm La Douce Empoisonneuse, sorti en 2014, lui est dédié.

## Filmographie

### Cinéma
- 1963 : Les Tontons flingueurs, de Georges Lautner : invité à la fête
- 1964 : Une souris chez les hommes / Un drôle de caïd de Jacques Poitrenaud : Lucky
- 1966 : La Guerre est finie d'Alain Resnais : Le chef du groupe d'action révolutionnaire
- 1966 : Trois enfants dans le désordre de Léo Joannon : Roger
- 1966 : Arizona Colt (Arizona Colt) de Michele Lupo : John
- 1966 : Le Plus Vieux Métier du monde, sketch : "Mademoiselle Mimi" de Philippe de Broca : Antoine
- 1968 : La Femme écarlate de Jean Valère : Tommy
- 1969 : Clérambard d'Yves Robert : Octave
- 1969 : Le Bal du comte d'Orgel de Marc Allégret : Paul Robin
- 1970 : Les Choses de la vie de Claude Sautet : Bertrand Bérard
- 1970 : On est toujours trop bon avec les femmes de Michel Boisrond : O'Rourke
- 1971 : L'Ingénu de Norbert Carbonnaux : Didier
- 1974 : Le Futur aux trousses de Dolorès Grassian
- 1976 : Certaines nouvelles de Jacques Davila (sorti en 1980) : Pierre
- 1978 : On efface tout de Pascal Vidal : Sylvain Michel
- 1982 : Il buon soldato de Franco Brusati : Luca
- 1983 : Archipel des amours de Jacques Davila (Court-métrage) : Pierre
- 1986 : Qui trop embrasse de Jacques Davila : Le père de Christian
- 1991 : Company Business  (Patriotes) de Nicholas Meyer : Un vendeur
- 1991 : Indochine de Régis Wargnier : L'amiral
- 1998 : Le Plus Beau Pays du monde de Marcel Bluwal : Le metteur en scène de théâtre
- 2000 : Charmant Garçon de Patrick Chesnais : Arnolphe, le ministre
- 2000 : Young Blades - La jeunesse des trois mousquetaires (Young Blades) de Mario Andreacchio : Bertrand
- 2001 : Mademoiselle de Philippe Lioret : Henri Blasco
- 2002 : Au milieu de la nuit de Gaëlle Baron (Court-métrage) : Le beau-père
- 2009 : Partir de Catherine Corsini : Lagache
- 2012 : Vous n'avez encore rien vu d'Alain Resnais : Le petit régisseur
- 2013 : Yves Saint Laurent de Jalil Lespert : Boussac
- 2014 : Aimer, boire et chanter d'Alain Resnais : Le Révérend

### Télévision
- 1962 : Poil de carotte de Jules Renard, réalisation Georges Lacombe (Comédie-Française) : Poil de carotte
- 1966 : La Fausse Suivante ou le Fourbe puni de Jean-Paul Sassy (téléfilm) : Arlequin
- 1966, 1971, 1976, 1978 et 1981 : Au théâtre ce soir (Série) : Bernard / Gordon Witehouse / Dominique / Jérôme/Gerber / Amédée Richard
- 1967 : Les Sept de l'escalier 15 : Gérard Blouin
- 1967 : Le Théâtre de la jeunesse : Le Secret de Wilhelm Storitz d'Éric Le Hung (téléfilm) : Denis
- 1969 : Que ferait donc Faber ? de Dolorès Grassian (Série)
- 1970 : Les Fiancés de Loches (téléfilm) : Alfred
- 1970 : La Brigade des maléfices de Claude Guillemot : Jérôme
- 1972 : Une femme qu'a le cœur trop petit (téléfilm) : Xantus
- 1973 : L'École des femmes (téléfilm) : Horace
- 1973 : Vogue la galère (téléfilm) : Lazare
- 1974 : Les Cinq Dernières Minutes, de Claude Loursais, épisode Rouges sont les vendanges : Olivier Lebugue
- 1978 : La Corde au cou (téléfilm) : Me Folga
- 1979 : Le Tourbillon des jours, de Jacques Doniol-Valcroze (Série) : Antoine
- 1981 : À nous de jouer d'André Flédérick : Bernard
- 1981 : Marie-Marie de François Chatel (Série) : Olivier
- 1981 : Les Serments indiscrets (téléfilm) : Frontin
- 1990 : Moi, général de Gaulle (téléfilm) : Reynaud
- 1993 : Flash, le reporter-photographe (Série) : Bernard
- 1994 : Un crime de guerre (téléfilm) : Colonel Bernier
- 1995 : Panique au plaza de Jean-Marie Poiré (téléfilm)
- 1996 : Aventures Caraïbes (Série) : Gambit
- 1996 : Madame le Proviseur (Série) : M.. Regent
- 1997 : Julie Lescaut (Série), épisode 5 saison 6, Mort d'un petit soldat de Charlotte Brandström : colonel d'Ancourt
- 1998 : Nestor Burma (Série) : Joubert
- 1999 : Mélissol (Série) : Le pharmacien
- 1999 : La petite fille en costume marin (téléfilm) : Tournier
- 2000 : Boulevard du palais (Série) : Séraincour
- 2000 : Les Bœuf-carottes de Christian Faure (Série) : Commissaire Breuil
- 2001 : Une fille dans l'azur (téléfilm) : Le père
- 2002 : Maigret (Série) : Caucasson
- 2002 : Sauvetage (Série) : Gérard Borgeaud
- 2002 : Vérité oblige (Série) : Capitaine Dargent
- 2003 : Les Cordier, juge et flic (Série) : Vidal
- 2003 : Comment devient-on capitaliste? (téléfilm) : Henri
- 2004 : Joséphine, ange gardien (Série) : Girardin
- 2004 : À cran, deux ans après (téléfilm) : Le président de la commission
- 2004 et 2007 : Sauveur Giordano (Série) : André Livak / Docteur Lambert
- 2005 : Père et Maire (Série) : Francis
- 2006 : Louis la Brocante (Série) : Xavier
- 2006 : Le Grand Charles de Bernard Stora (téléfilm) : Paul Reynaud
- 2006-2008 : SOS 18 (Série) : François
- 2007 : L'Affaire Sacha Guitry de Fabrice Cazeneuve (téléfilm) : Taittinger
- 2007 et 2013 : Une famille formidable (Série) : Mario
- 2008 : Elles et Moi de Bernard Stora (Série) : Jeannot
- 2010 : Mes amis, mes amours, mes emmerdes... (Série) : Joseph
- 2011 : Isabelle disparue de Bernard Stora (téléfilm) : Le préfet

## Théâtre
- 1962 : L'Avare de Molière, mise en scène Jacques Mauclair, Comédie-Française
- 1962 : Le Menteur de Corneille, mise en scène Jacques Charon, Comédie-Française
- 1963 : C'est ça qui m'flanqu'le cafard d'Arthur L. Kopit, mise en scène Jean Le Poulain, Théâtre des Bouffes-Parisiens
- 1964 : La Dame de la mer d'Henrik Ibsen, mise en scène Sacha Pitoëff, Théâtre de l'Œuvre
- 1964 : Rebrousse-Poil de Jean-Louis Roncoroni, mise en scène Pierre Fresnay, Théâtre de l'Œuvre
- 1967 : La Famille écarlate de Jean-Loup Dabadie, mise en scène Gérard Vergez, Théâtre de Paris
- 1969 : La Puce à l'oreille de Georges Feydeau, mise en scène Jacques Charon, Théâtre du Palais-Royal
- 1970 : La Puce à l'oreille de Georges Feydeau, mise en scène Jacques Charon, Théâtre des Célestins
- 1971 : Oscar de Claude Magnier, mise en scène Pierre Mondy, Théâtre du Palais-Royal
- 1972 : Cyrano de Bergerac d'Edmond Rostand, mise en scène Jacques Charon, Comédie-Française
- 1972 : Tartuffe de Molière, mise en scène Jacques Charon, Comédie-Française
- 1973 : Butley de Simon Gray, mise en scène Michel Fagadau, Théâtre des Célestins, Théâtre de la Gaîté-Montparnasse
- 1973 : Sainte Jeanne de George Bernard Shaw, mise en scène Pierre Franck, Théâtre des Célestins
- 1976 : Am Stram Gram d'André Roussin, mise en scène Claude Nicot, réalisation Pierre Sabbah Théâtre Édouard VII
- 1980 : Les Voisines de Jean-Paul Aron, mise en scène Jean-Louis Thamin, Petit Odéon
- 1981 : Les Serments indiscrets de Marivaux, mise en scène Jean-Louis Thamin, Théâtre de l'Est parisien, Nouveau théâtre de Nice
- 1982 : Les Serments indiscrets de Marivaux, mise en scène Jean-Louis Thamin, Nouveau théâtre de Nice
- 1992 : Macbett d'Eugène Ionesco, mise en scène Jorge Lavelli, Théâtre national de la Colline
- 1993 : Macbett d'Eugène Ionesco, mise en scène Jorge Lavelli, Théâtre de Nice, Théâtre des Célestins
- 1994 : Les Journalistes d'Arthur Schnitzler, mise en scène Jorge Lavelli, Théâtre national de la Colline
- 1996 : Panique au Plazza, de Ray Cooney, mise en scène Pierre Mondy, Théâtre Marigny
- 1997 : Ce que femme veut de Julien Vartet, mise en scène Raymond Acquaviva, Théâtre des Mathurins
- 2000 : L'Amante anglaise de Marguerite Duras, mise en scène Patrice Kerbrat, tournée
- 2002 : Le Désarroi de Monsieur Peter d'Arthur Miller, mise en scène Jorge Lavelli, Théâtre de l'Atelier
- 2007 : Puzzle de Woody Allen, mise en scène Annick Blancheteau et Jean Mourière, Théâtre du Palais-Royal
- 2010 : Je t'aime de Sacha Guitry, mise en scène Éric-Gaston Lorvoire, Théâtre 14 Jean-Marie Serreau
- 2011 : Lettres d’amour à Staline de Juan Mayorga, mise en scène Jorge Lavelli, Théâtre de la Tempête

## Radio
- 1979 : Le Bruit et la Fureur de William Faulkner, adaptation et réalisation de Claude Mourthé d'après la traduction de Maurice-Edgar Coindreau, France Culture ; rôle de Quentin Compson

## Distinction
- Molières 1996 : nomination au Molière du comédien dans un second rôle pour Panique au Plazza